# Силверхокси Љубљана
Силверхокси Љубљана су словеначки клуб америчког фудбала из Љубљане. Основани су 2002. године. Такмиче се тренутно у Првенству Словеније и регионалној ЦЕФЛ лиги.
Први су клуб америчког фудбала који је основан у Словенији. Освајали су сва четири досадашња превенства Словеније, а једном су тријумфовали и у регионалној ЦЕФЛ лиги у којој се такмиче од 2006. године.

## Успеси

### Национална такмичења
- Првенство Словеније
  - Првак (4): 2010, 2011, 2012, 2013

### Међународна такмичења
- ЦЕФЛ лига
  - Првак (1): 2012